# Сумі Шігекі
Шігекі Сумі, або Сіґекі Сумі (яп. 角茂樹, Сіґекі Сумі, нар. 13 червня 1953, Японія) — японський дипломат. Посол Японії в Україні (2014—2018) та в Молдові за сумісництвом.

## Життєпис
Народився 13 червня 1953.
У 1977 закінчив Університет Хітоцубасі.
З квітня 1977 — співробітник Міністерства закордонних справ Японії.
З червня 1987 — перший секретар Посольства Японії в Пакистані.
З грудня 1989 — перший секретар Японської Місії в Організації Об'єднаних Націй.
З серпня 1993 — співробітник відділу планування Бюро комплексної зовнішньої політики Міністерства закордонних справ Японії.
З лютого 1994 — співробітник Генерального бюро зовнішньої політики Міністерства закордонних справ Японії, З 1994 року працював в Офісі відділу політики Міжнародної Організації співробітництва та миру при ООН.
З лютого 1996 — співробітник відділу Євразії і Океанії Міністерства закордонних справ Японії.
З серпня 1997 — радник японської місії при міжнародних організаціях ООН в Женеві.
З липня 2000 — посланник Посольства Японії в Таїланді.
З травня 2003 — радник Департаменту міжнародного співробітництва і комплексної зовнішньополітичної політики секретаріату міністра Міністерства закордонних справ Японії.
З вересня 2005 — японський посол при міжнародних організаціях у Відні.
З серпня 2008 — посол Японії при Організації Об'єднаних Націй.
З вересня 2011 — Надзвичайний і Повноважний Посол Японії в Бахрейні.
З 29 серпня 2014 року до 26 листопада 2018 року — Надзвичайний і Повноважний Посол Японії в Україні. Перебував на посаді в Україні з 22 жовтня 2014 року до 2 січня 2019 року. Після завершення дипломатичної місії в Україні викладав як запрошений професор у декількох японських університетах.

## Погляди на російсько-українську війну
Щодо питання можливих поставок зброї Україні — це має вирішуватися без зайвого розголошення, адже Росія не звітує, скільки танків чи іншої техніки і куди вона відправляє — 6 квітня 2015 року заявив посол Японії в Україні Шігекі Сумі: «Такі чутливі питання мають вирішуватися більш тихо. Не потрібно відкрито говорити: „нам потрібно це і це“. Військова сфера дуже чутлива. Ви не повинні казати, який тип зброї ви отримуєте чи продаєте. Якщо ви подивитесь на іншу сторону, — вони ніколи не роблять цього публічно, — скільки танків та летальної зброї вони постачають. Тоді чому Україна і міжнародна спільнота не мають робити це без зайвого галасу, не на публіці? Чого я не розумію»
Шігекі Сумі.

## Сім'я
- Дружина — Томоко Сумі

## Нагороди та відзнаки
- Відомчий знак Міноборони України «Знак пошани» (12.2016)[10].
- Орден «За заслуги» ІІ ступеня (1 грудня 2018) — з нагоди 27-ї річниці підтвердження всеукраїнським референдумом Акта проголошення незалежності України 1 грудня 1991 року[1]